# 多摩カリヨン館
多摩カリヨン館（たまカリヨンかん、Tama Carillon）は、東京都多摩市の多摩センター駅南口にある複合商業施設「マグレブEAST（マグレブイースト）」の旧称。かつては小田急グループに属し、小田急ビルサービスが管理していた。現在は隣のマグレブビルを経営する株式会社ユニカが取得し「マグレブ (MAGHREB) 」ブランドで運営している。

## 歴史

### 小田急百貨店が開業
小田急百貨店は1991年10月10日に、子供服を専門に取り扱う「母と子の百貨店・原宿カリヨン館'」(東京都渋谷区・原宿）を開業した。西武百貨店も渋谷店に同業態の「キッズファームパオ」を開店した。原宿カリヨン館は1994年2月28日に閉店した。西武百貨店渋谷店「キッズファームパオ」も数年後に閉店し、跡地はタワーレコード渋谷店となっている。
1993年3月27日に小田急百貨店は「多摩カリヨン館」を開業し、のちに小田急ビルサービスへ管理を移管した。
2002年3月31日に、8階映画館「多摩カリヨンシアター」（ビデオシアター、5スクリーン）が閉館した。

### ユニカが譲受
隣接する商業ビル「マグレブビル」を管理・運営する株式会社ユニカは、小田急グループから多摩カリヨン館を取得したと2013年3月に発表して運営を継承した。
2015年4月1日に、株式会社ユニカは多摩カリヨン館を「マグレブEAST」として新装開店する。5月に、8階にあった多摩市役所多摩センター駅前出張所が京王多摩センター駅京王多摩センターSC2階へ移転した。
多摩カリヨン館時代から、財団法人多摩都市交通施設公社が運営する共同利用駐車場は割引サービス対象外であった。マグレブEAST改装後も隣接のマグレブビルともに、新都市センター開発株式会社による多摩センター地区共同利用駐車場は割引対象外で、割引駐車場はマグレブビル、マグレブパーキングビルである。

## フロアマップ

### マグレブEAST
現在の店舗は公式サイトが詳述している。

### 多摩カリヨン館

#### ユニカ
株式会社ユニカが「多摩カリヨン館」として運営した最末期のフロア構成。
- 1階：フード&ドラッグ[12]　株式会社ユニカの経営するスーパーマーケット「ファーマーズマーケット千歳屋」[13]など
- 2階：レディーストータルファッション[14]　婦人服飾雑貨、靴・カバンなど
- 3階：レディースファッション&サービス[15]　JTBサービスカウンター
- 4階：ファッション&デイリーライフ[16]　婦人服、呉服店、美容室など
- 5階：ブック[17]　ブックオフ
- 6階：バラエティ&ヘルシー[18]　女性専用フィットネスクラブ「カーブス」
- 7階：レストランフロア[19]　サイゼリヤ、インド料理店、蕎麦店、ラーメン店
- 8階：メディカル&サービス[20]　多摩市役所多摩センター駅出張所、クリニック、マッサージ店、ゴルフスクールなど
- 9階：サービス&カルチャー[21]　学習塾トーマス、英会話教室イーオン多摩センター校

#### 小田急グループ
小田急グループが運営した時期のフロア構成（2004年時点）。
- 1階：フード&ドラッグ[22]
  - スーパーマーケット「ファーマーズマーケット千歳屋」
  - カルディコーヒーファーム
  - ミネドラッグ
  - クリーニング「幸栄舎」
- 2階：レディーストータルファッション[22]
  - 靴・靴下「kuku靴下屋 Mighty Soxer」
  - ランジェリー&ホームウェア「S･S･クローバー」
  - 宝飾「蘭泉」
  - レディースファッション「GLAY-STAR」
  - レディースファッション「SaLLY's」
  - DPEショップ「写真屋さん45」
  - HOKUO 多摩カリヨン店[23] - 2020年5月31日閉店[24][25]。
- 3階：レディース&キッズファッション[22]
  - キッズファッション「マザウェイズ」
  - レディースファッション「レガート・デューエ」
  - レディースファッション「オッズ」
  - レディースファッション	PELITIER
  - リラクゼーション「ドルフィン多摩」
  - JTBトラベランド
- 4階：ファッション&デイリーグッズ[22]
  - レディースファッション「BLUE GRASS」
  - 美容室「TAYA」
  - 占い「ラッキーパーム」
  - 呉服「鈴乃屋」
  - ファッション雑貨「サンルージュ」
  - コンタクトのアイシティ
  - 山下眼科クリニック
- 5階：ブック&ホビー[22]
  - くまざわ書店
  - ゲームソフト「トップボーイ」
- 6階：プレイ&デイリーグッズ[22]
  - 100円ショップ「ザ・ダイソー」
  - ゲームコーナー「プレイランドファミリー」
- 7階：レストラン[22]
  - サイゼリヤ
  - 信州そば処 そじ坊
  - ちよだ鮨
  - 中華料理「多摩菊華飯店」
- 8階
  - （フロアガイドに記載なし） [22]
- 9階：カルチャー[22]
  - 個別指導塾TOMAS多摩センター校
  - 英会話&留学 ジオス多摩センター校